# Volga-Østersøkanalen
Volga-Østersøkanalen (russisk: Волго-Балтийский водный путь, tr. Volgo-Baltijskij vodnyj put), tidligere kendt som Mariinskaja-kanalsystemet (russisk: Мариинская водная система), er en serie kanaler og floder i Rusland, der forbinder Volga med Østersøen. Den samlede længde mellem Tjerepovets og Onega er 368 km.
Vandvejen bliver ofte anvendt til fragt af blandt andet olie, malm, kul, korn og tømmer. I nyere tid har Volga-Østersøkanalen også fået voksende betydning som turistrute.

## Historie
Efter, at Peter den Store vandt Finske Bugt fra Sverige, blev det nødvendigt at sørge for et pålideligt system for flodtransport mellem havnen i Sankt Petersborg og det russiske indland. Den tidligste kanal over Vysjnij Volotsjok, fuldført i 1709, havde dette som formål. Den blev fulgt af det ambitiøse projekt Ladoga-kanalen.
Under Alexander 1. af Rusland blev den traditionelle vandvej over Vysjnij Volotsjok suppleret af en kanal via Tikhvin (1811) og Mariinskaja-kanalsystemet (1810), hvoraf den sidst nævnte af de tre fik langt størst betydning.

## Mariinskaja-kanalsystemet
Mariinskaja-kanalsystemet var et monument over 1800-tallets vandbygningsteknik, og det viste sig at være af vital betydning for nationens økonomi. Kanalsystemet startede på Volga-siden ved Rybinsk og gik derfra op ad floden Sjeksna, over Belojesøen, op ad floden Kovzja, gennem den kunstige Mariinskij-kanal (russisk: Мариинский канал, senere Novomariinskijkanalen) som krydsede vandskellet mellem Volga og Onega, og endelig ned ad floden Vytegra til Onega. Derfra sejlede skibene via Onega-kanalen, floden Svir, Ladoga-kanalen, og floden Neva ned til den Finske Bugt. Kanalens højeste punkt på vandskellet mellem Volga og Onega (efter færdiggørelsen af Novomariinskijkanalen i 1886) lå 119 moh.
Nordre Dvina-kanalen, der via Kubenskojesøen forbandt kanalsystemet med Nordre Dvina og Hvidehavet, blev åbnet i 1829. I de efterfølgende tiår blev systemet udvidet med yderligere tre kanaler – Belozerskij, Onezjskij, Novoladozjskij. Disse kanaler, der førte bådene uden om de store og stormfulde søer i systemet, blev indviede i slutningen af århundredet.
Via Onega har vandvejen også forbindelse til Hvidehavskanalen, der blev bygget i 1930'erne.
Mariinskaja-kanalsystemet var hele tiden under forbedring under sovjettiden, og to sluser blev bygget på floden Svir (i 1936 og 1952), og tre sluser blev bygget på Sjeksna-floden. Men trods forbedringerne blev det klart, at systemet ikke længere var i stand til at dække landets transportbehov.

## Ombygning 1960-1964
Mellem 1960 og 1964 blev der derfor foretaget en større ombygning og udvidelse af kanalsystemet, og kanalen blev, efter at ombygningen var fuldført, omdøbt til Volga-Østersøkanalen. Den nye Volga-Østersøkanal blev åbnet den 5. juni 1964. 39 gamle træsluser var blevet erstattet af syv nye sluser, og en parallelsluse blev senere bygget i 1995. Der blev også bygget en dæmning over Sjeksna nær Tjerepovets, hvorved dybden på vandvejen helt op til Kovzja-floden blev forøget og muliggjorde besejling med større skibe.
Maksimaldimensionerne på de nye sluser er 210 m længde, 17,6 m bredde og 4,2 m dybde, hvilket tillader skibe op til 5.000 ton at trafikere kanalen. De større skibe kan sejle direkte over de søerne Ladoga og Onega, der havde været for farlige for mindre både, der måtte tage omvejen via kanalerne, som førte uden om søerne. Typisk rejsetid for ruten Tjerepovets-Sankt Petersborg forkortedes fra 10-15 dage til 2,5-3 dage.
Den nye linjeføring følger nogle steder det gamle Mariinskaja-kanalsystem, mens linjeføringen andre steder afviger fra denne. Seks af kanalens otte sluser ligger langs 35 km af nordsiden mod Onega, med en samlet løftehøjde på 80 meter. På sydsiden er der kun to (parallelle) sluser med en løftehøjde på 13 meter, der ligger nær byen Sjeksna ved Sjeksna-floden, 50 km opstrøms fra Tjerepovets. Kanalføringen på nordsiden følger floden Vytegras opdæmmede flodleje. Kanalens topniveau, mellem Pakhomovo-sluserne på Vytegra og dæmningen til Sjeksnareservoiret er 278 km lang. Det omfatter en 40 km lang kanal, floden Kovzja, Belojesøen og floden Sjeksna. Linjeføringen på sydsiden følger Sjeksnafloden ned til Rybinskreservoiret. Kanalens højeste punkt ligger 113 moh.